# Demetria Washington
Demetria Washington (ur. 31 grudnia 1979) – amerykańska lekkoatletka specjalizująca się w biegach sprinterskich.
W 2003 roku została w Paryżu mistrzynią świata w biegu rozstawnym 4 x 400 metrów.